# Planodasys littoralis
Planodasys littoralis is een buikharige uit de familie Planodasyidae. Het dier komt uit het geslacht Planodasys. Planodasys littoralis werd in 1993 voor het eerst wetenschappelijk beschreven door Rao. 